# Henry Pelham-Clinton, 2:e hertig av Newcastle
Henry Pelham-Clinton, 2:e hertig av Newcastle, född 1720, död 1794, son till Henry Clinton, 7:e earl av Lincoln och brorson till Thomas Pelham-Holles, 1:e hertig av Newcastle.
Han utbildades vid Eton College och tjänstgjorde som Lord of the Bedchamber (kammarherre) hos Georg II av Storbritannien 1743–1760 och hos Georg III av Storbritannien mellan 1760 och 1762. Riddare av Strumpebandsorden 1752. Han utnämndes till Privy Councellor 1768, samma år blev han också hertig av Newcastle efter sin farbror.
Gift 1744 med sin kusin, Catherine Pelham (1727–1760), dotter till dåvarande premiärministern Henry Pelham.
Idag är hertigen mest ihågkommen i England för att ha skapat egendomen Clumber Park i Nottinghamshire och för framavlandet där av hundrasen clumber spaniel.

## Barn
- George Pelham-Clinton (1745–1752)
- Henry Fiennes Pelham-Clinton, earl av Lincoln (1750–1778) , gift med lady Frances Seymour-Conway
- Thomas Pelham-Clinton, 3:e hertig av Newcastle (1752–1795) , gift med lady Anna Maria Stanhope
- Lord John Pelham-Clinton (1754–1781)